# Mastalgia
Mastalgia es el término médico que se emplea para denominar al dolor que se presenta en las glándulas mamarias.

## Frecuencia
La mastalgia es sumamente frecuente en la mujer, cuando se tienen períodos menstruales. Se indican los resultados desde 50 hasta 100% en países de occidente.

## Síntomas
El dolor mamario varía de forma importante en cuanto a gravedad, la cual puede ir desde leve a muy intenso. La mayoría de los casos, hasta un 60% son formas leves, sin embargo en ocasiones es tan grave que ocasiona incapacidad para llevar una vida normal, ya que interfiere en el trabajo, vida sexual o sueño. 
El dolor se puede clasificar en cíclico y no cíclico, el primero es aquel que se relaciona con la menstruación y se presenta alrededor de 5 días previos a la misma. Este es más frecuente en mujeres jóvenes menores de 40 años. El dolor no cíclico se presenta en cualquier período de la mujer y es más frecuentemente después de los 40 años. 
El dolor obedece a algunas patologías de la mujer, entre las cuales se encuentra la mastopatía fibroquística que son cambios que se encuentran en el parénquima mamario que sustituyen el tejido mamario normal por fibrosis y zonas de quistes. Esta patología es una de las que más frecuente ocasiona el dolor mamario. 
También algunos alimentos pueden ocasionar dolor, como aquellos que contienen metilxantinas (cafeína, té, chocolates y bebidas gaseosas) o alimentos con altos contenidos de grasas. Algunas medicinas como las usadas para el asma o la enfermedad pulmonar obstructiva, o aquellas que contienen hormonas también pueden ser causantes de mastalgia.

## Tratamiento
El tratamiento del dolor mamario después de un estudio médico cuidadoso, va encaminado a reducir las causas del mismo, alimentos y medicamentos. Posteriormente, se utilizan analgésicos antiinflamatorios y si no se obtiene buena respuesta a estos fármacos, se utilizan medicamentos hormonales e incluso cirugías de resección de la mama.
- Datos: Q1907986